# Franz Xaver Bergauer
Franz Xaver Bergauer (* 3. Dezember 1805 in Horowitz; † 11. Oktober 1886 in Linz) war ein Pionier des europäischen Eisenbahnbaus. Er ist der Großvater mütterlicherseits des Schriftstellers Robert Musil. 

## Leben
Franz Xaver Bergauer war der Sohn des Oberwirtschafters der Herrschaft Horowitz in Böhmen. Von 1821 bis 1824 besuchte Franz Xaver die Technische Lehranstalt in Prag. Er trat nach seiner Ingenieurprüfung eine Stelle bei der K. k. Privilegierten ersten Eisenbahngeselschaft an. Bergauer war beim Bau und Betrieb der Pferdeeisenbahn Budweis–Linz–Gmunden beschäftigt. Zunächst als Bahnkommissär, ab 1853 als Lokaldirektor-Stellvertreter und ab 1855 als Betriebsinspektor. Bis zur Einstellung des Pferdebahnbetriebs im Dezember 1872 war er bei der Gesellschaft beschäftigt. 
Franz Xaver Bergauer war mit Emmeline (1820–1905), geborene Böhm, der Tochter eines Oberamtmannes aus Horowitz, verheiratet. Aus dieser Ehe entstammten sieben Kinder, so auch die Tochter Hermine, die Mutter des Schriftstellers Robert Musil. 